# Ратнер Леонід Анатолійович
Леонід Анатолійович Ратнер (нар. 26 грудня 1937, Кременчук) — український тренер з гандболу, головний тренер жіночої збірної України з гандболу, Заслужений тренер України, Заслужений тренер СРСР.

## Біографія
Народився 26 грудня 1937 р. в Кременчуці.
Закінчив Сімферопольський державний університет.
У 1959 — 1962 р.р. виступав за гандбольну команду «Запоріжалюмінбуд». Майстер спорту СРСР.
На тренерській роботі з 1957 р. В 1972 р. допомагав Семену Полонському тренувати чоловічу команду «ЗМетІ» (Запоріжжя).
У 1973 р. заснував у Запоріжжі жіночу гандбольну команду, яка виступала під назвами «ЗМетІ», «ЗІІ», з 1988 р. — «Мотор». Під його керівництвом цей клуб вигравав бронзові нагороди чемпіонату СРСР (1977) та СНД (1992), Кубок СРСР (1989, 1990), чотири рази — золоті медалі чемпіонатів України, двічі — срібні.
Протягом низки років Леонід Ратнер очолював молодіжну (спортсменки до 20 років) та юніорську (17-18 років) жіночі збірні команди СРСР. П'ять разів (1983, 1985, 1987, 1989, 1991) він приводив молодіжку до золота світових чемпіонатів. Радянські юніорки під керівництвом Ратнера сім разів перемагали у міжнародних турнірах «Дружба».
В 1990-ті роки Леонід Ратнер був головним тренером національної жіночої команди України. Знову очоливши її в 2002 році він привів український жіночий гандбол в квартет сильнійших команд чемпіонату світу — 2003, а на літніх Олімпійських іграх 2004 в Афінах — до бронзових нагород.
У 2007 році Леонід Ратнер подав у відставку з посади головного тренера, оскільки команда не змогла пробитися до чвертьфіналу чемпіонату світу й здобути путівку на Олімпійські ігри.
У 2011 74-річний фахівець знову очолив національну жіночу збірну.

## Нагороди
- Заслужений працівник фізичної культури і спорту України (2009);[5]

- Орден «За заслуги перед Запорізький краєм» I ступеня (2017).[6]